# 陸軍兵器学校
陸軍兵器学校（りくぐんへいきがっこう）とは、現在の神奈川県相模原市中央区にあった日本陸軍の教育機関のひとつである。1941年（昭和16年）に陸軍科学学校に改組された陸軍砲工学校とは別の学校である。

## 沿革
明治5年（1872年）、フランス陸軍のジョルジュ・ルボン（Félix Frédérique Georges Lebon）大尉が東京都の小石川（旧水戸藩邸）で、伝諸工集所が開設された。1885年（明治18年）、砲兵工廠生徒学舎が設置され、1896年（明治29年）4月7日、陸軍砲兵工科学校となった。さらに、1920年（大正9年）8月、陸軍工科学校となり、1938年（昭和13年）10月に神奈川県高座郡大野村（現：相模原市中央区）に移転した。1940年（昭和15年）8月1日、工科学校21期生の時代に陸軍兵器学校に改称され、7期生の時代に終戦を迎える。
最盛期には学生は4000名、軍属1000名にもおよんだ。

## 所在地
開校時
- 東京府東京市小石川区小石川町（現・東京都文京区後楽1-6）

陸軍砲兵工廠に併設。
1938年より
- 神奈川県高座郡大野村矢部新田（現・相模原市中央区淵野辺1丁目・2丁目）

米軍相模総合補給廠（旧・帝國陸軍相模造兵廠）の隣接地。

### アクセス
開校時
東京市電17系統富坂線（現・都営バス都02系統）上富坂停留場下車すぐ
省電（現・JR）中央線水道橋駅西口下車徒歩10分
※戦後は東京メトロ丸ノ内線・南北線後楽園駅下車徒歩3分
1938年より
JR横浜線矢部駅または淵野辺駅各北口下車徒歩10分
横浜線淵野辺駅北口から神奈川中央交通バス淵21系統で「麻布大学」「淵野辺一丁目」バス停下車すぐ

### 跡地
大東亜戦争終結後、相模原校地の一部が財団法人麻布獣医畜産学校（現・麻布獣医学園）に払い下げられ、1950年（昭和25年）、麻布獣医科大学がこの地に開学した。兵器学校当時の正門が大学の正門として利用されている。またキャンパス外周の一角に、陸軍兵器学校跡を示す石碑が建てられている。1961年（昭和36年）には、同法人により麻布大学附属渕野辺高等学校も開校した。
1957年（昭和32年）、防衛庁（現・防衛省）技術研究所相模原試験場がこの地に開設された。試験場は後に技術研究本部第4研究所を経て、陸上装備研究所となり現在に至る。
その他、相模原市立大野北中学校などに利用されている。

なお、開校から1938年まで使用した東京砲兵工廠内の敷地は小石川後楽園が拡張され、市民に開放されている。また東京砲兵工廠の跡地は財界主導で後楽園スタヂアム社が設立され、後楽園競輪場を経て東京ドームとなった。

## 歴代校長

### 砲兵工科学舎長
- 花形勝則 砲兵少佐：1890年7月7日 -
- （兼）井上正義 砲兵少佐：1892年9月8日 -
- 鶴田貞 砲兵大尉：1893年12月18日 - 1894年9月11日
- 水谷悦造 砲兵大尉：1894年9月11日 -
- 熊谷正躬 砲兵中佐：1895年12月4日 -

### 砲兵工科学校長
- 熊谷正躬 砲兵中佐：1896年6月6日 -
- 比留間信良 砲兵少佐：1896年11月5日 - 1898年4月26日
- 山岡重寿 砲兵少佐：1898年4月26日 -
- 水井言介 砲兵少佐：不詳 - 1900年12月19日
- 伊藤亮五郎 砲兵少佐：1900年12月19日 - 1902年11月15日
- 池原熈 砲兵少佐：1902年11月15日 -
- 水谷喜三郎 砲兵少佐：1903年12月1日 - 1904年2月13日
- 鈴木賢吉 砲兵少佐：1904年2月13日 -
- 岩田徳次郎 砲兵少佐：1904年9月4日 -
- （兼）川瀬房四 砲兵少佐：不詳 - 1905年11月2日
- 川瀬房四 砲兵少佐：1905年11月2日 - 1906年3月15日
- 高橋伴文 砲兵少佐：1906年3月15日 -
- 三浦常太郎 砲兵少佐：1914年11月19日 - 1916年11月15日
- 広江虎三郎 砲兵中佐：1916年11月15日 - 1920年8月

### 工科学校長
- 広江虎三郎 中佐：1920年8月 -
- 小松八四郎 砲兵大佐：1920年12月1日 - 1922年8月15日[4]
- 三浦常太郎 砲兵大佐：1922年8月15日 -
- 佐藤清勝 少将：1925年5月1日 -
- 安井義之助 少将：1927年7月26日 -
- 上村良助 少将：1928年8月10日 -
- 本庄庸三 少将：1929年8月1日 -
- 黒須辰之助 少将：1930年8月1日 - 1932年8月8日[5]
- 林業 少将：1932年8月8日 -
- 小住七五三 少将：1933年8月1日 -
- 木本益雄 少将：1934年8月1日 - 1935年8月1日[6]
- 伊藤義雄 少将：1935年8月1日[6] -
- 三村友茂 少将：1936年12月1日 -
- 和田盈 少将：1938年7月15日 -
- 椎名正健 少将：1939年10月2日 - 1940年8月1日

### 兵器学校長
- 椎名正健 少将：1940年8月1日 -
- 宮川清三 少将：1941年7月13日 -
- 永野叢人 少将：1942年12月1日 -
- 辻演武 少将：1945年1月20日 - 閉校